# Безпека ланцюга поставок
Безпека ланцюга поставок (англ. «supply-chain security») — діяльність, спрямована на посилення безпеки ланцюга постачання або ланцюга створення вартості, транспортних і логістичних систем для світових вантажів і «сприяння законній торгівлі». Їхньою метою є поєднання традиційних практик управління ланцюгами поставок з вимогами безпеки, зумовленими такими загрозами, як тероризм, піратство та крадіжки. Здоровий і безпечний ланцюг постачання, вільний від загроз безпеці, вимагає захисту від втручання на всіх рівнях, таких як об'єкти, інформаційні потоки, транспортування товарів тощо. Безпечний ланцюг постачання має вирішальне значення для ефективності роботи організації.
Типові заходи з безпеки ланцюга поставок включають:
- Акредитація учасників ланцюга поставок
- Перевірка та верифікація вмісту вантажу, що перевозиться
- Попереднє повідомлення країни призначення про вміст вантажу
- Забезпечення безпеки вантажу під час транспортування, наприклад, за допомогою замків і пломб, що перешкоджають несанкціонованому доступу
- Огляд вантажу при в'їзді

## Сутність
Поняття «безпека ланцюга поставок» полягає в забезпеченні заходів для захисту всіх етапів та складових системи поставок товарів від різних загроз безпеці. Основні характеристики цього поняття включають:
1. Посилення безпеки: Головною метою є підвищення рівня безпеки на всіх рівнях ланцюга поставок, щоб запобігти різного роду загрозам, таким як тероризм, піратство, крадіжки та інші форми злочинності.
2. Сприяння законній торгівлі: Важливим аспектом є забезпечення можливості безпечного та ефективного пересування товарів через ланцюг поставок, що сприяє законній торгівлі та підтримує економічний розвиток.
3. Поєднання традиційних практик управління: Безпека ланцюга поставок враховує традиційні підходи до управління ланцюгами поставок, але додає до них аспекти безпеки, щоб забезпечити надійність та безпеку всієї системи.
4. Захист на всіх рівнях: Це охоплює захист об'єктів, інформаційних потоків, транспортування товарів та інші аспекти, які можуть бути піддані ризику. Заходи безпеки застосовуються на всіх рівнях та етапах ланцюга поставок.

Отже, безпека ланцюга поставок являє собою комплексну стратегію, спрямовану на забезпечення надійності, безпеки та ефективності всієї системи поставок товарів.

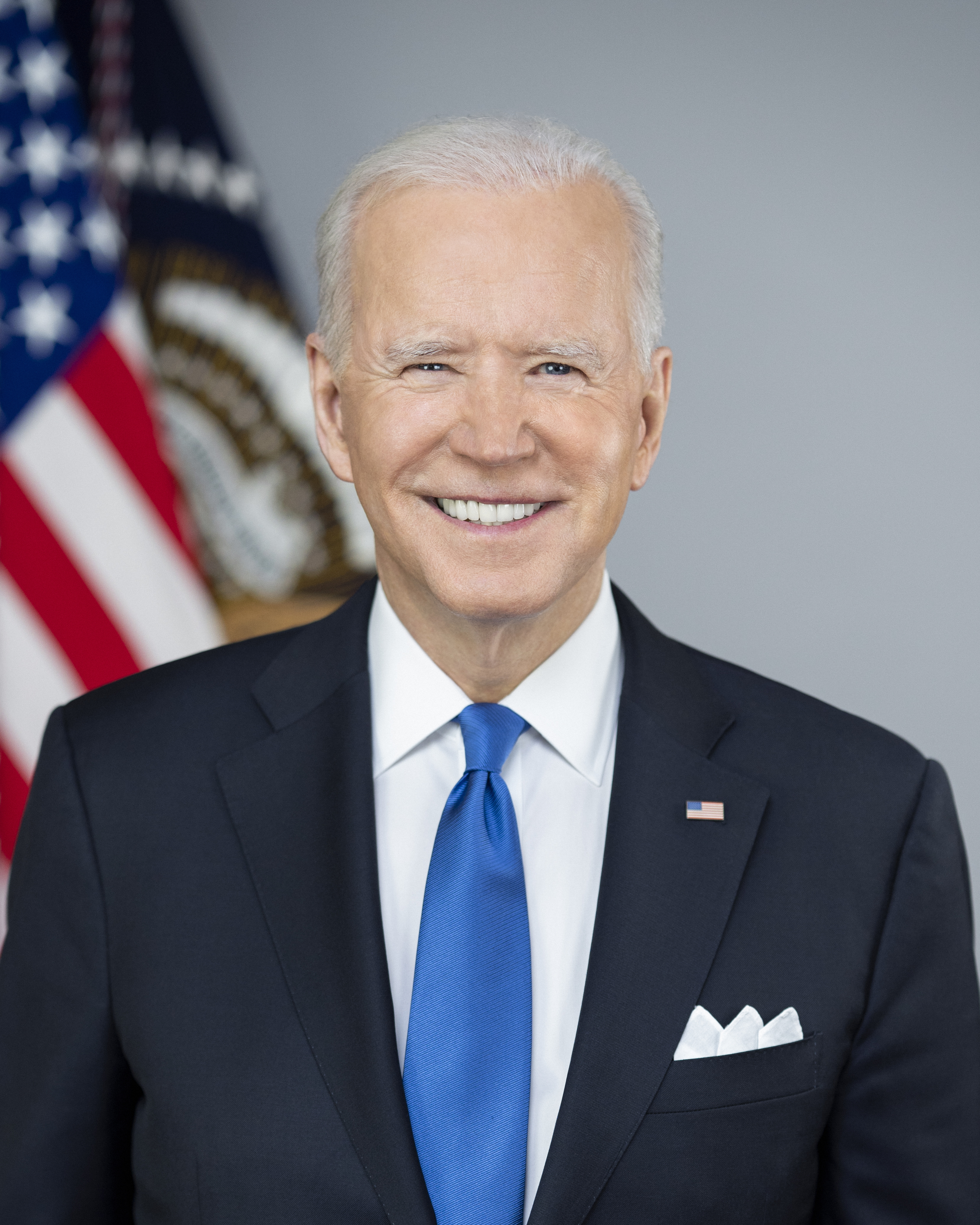
Джо Байден 46-й Президент США

## Історія (автори)
Терористичні атаки 11 вересня каталізатором розвитку сучасної системи безпеки ланцюгів поставок. До 11 вересня безпека ланцюгів поставок була переважно сферою управління ризиками та страхування, але після терактів з'явилися більш організовані стратегії. Перші спроби були пов'язані із занепокоєнням щодо можливості доставки зброї масового знищення морським транспортом. З 2001 по 2006 рік зусилля були спрямовані на фізичну безпеку вантажів і товарів, але з підвищенням рівня обізнаності про кібернетичні загрози у 2012 році фокус змістився на кібербезпеку. З погляду безпеки ланцюгів поставок, Європейський Союз також розглядав змову 2010 року, пов'язану з трансатлантичним авіаційним вибухом бомби, який стосувався посилок, що перевозилися з Ємену до США.
Президент США Джо Байден зробив безпеку ланцюга поставок одним із пріоритетів своєї адміністрації у лютому 2021 року.

## Сучасне використання
У всьому світі існує низка прикладів щодо використання безпеки ланцюга постачання:
- Митне торговельне партнерство проти тероризму (C-TPAT), добровільна програма дотримання вимог для компаній для покращення безпеки своїх корпоративних ланцюгів постачання.[4]
- Операція «Безпечна торгівля» (OSC), федеральна програма США, призначена для перевірки та оцінки практики, політики та процедур, спрямованих на підвищення безпеки міжнародних контейнерних перевезень.[5]
- У 2005 році Всесвітня митна організація (WCO) прийняла Рамкові стандарти безпеки та сприяння глобальній торгівлі, які містять стандарти безпеки ланцюга постачання для митних адміністрацій, включаючи програми авторизованих економічних операторів (AEO).
- Ініціатива з безпеки контейнерів (CSI), програма, яку очолює митна та прикордонна служба США в Департаменті внутрішньої безпеки (DHS), зосереджена на перевірці контейнерів в іноземних портах.
- Глобальна програма контролю за контейнерами (CCP), спільна ініціатива Управління ООН з наркотиків і злочинності (UNODC)/Всесвітньої митної організації (WCO), спрямована на встановлення ефективного контролю контейнерів у вибраних портах по всьому світу з метою запобігання торгівлі наркотиками, хімічних речовин та іншої контрабанди, а також для сприяння торгівлі шляхом посилення співпраці між митницею, торгівлею та правоохоронними органами.
- The Global Trade Exchange, програма аналізу даних DHS, призначена для збору фінансової інформації про відправлення з метою визначення безпеки вантажів.
- Пілотні ініціативи компаній у приватному секторі для відстеження та моніторингу цілісності вантажних контейнерів, що переміщуються по всьому світу, використовуючи такі технології, як RFID та GPS.
- BSI Group проводить щорічне дослідження ризиків у ланцюзі поставок, виявляючи та оновлюючи основні проблеми безпеки ланцюга поставок. У своєму звіті за 2020 рік контрабанда наркотиків, крадіжка фармацевтичних препаратів і медичних товарів, а також збільшення кількості крадіжок зі складів і об'єктів були визначені як особливе занепокоєння.[6]
- Міжнародна організація зі стандартизації (ISO) випустила серію стандартів для створення та управління безпекою ланцюга постачання. Специфікація ISO/PAS 28000 для систем управління безпекою для ланцюга постачань пропонує державним і приватним підприємствам міжнародний стандарт управління високого рівня, який дозволяє організаціям використовувати глобально узгоджений підхід до застосування ініціатив безпеки ланцюга постачання. ISO/IEC 20243 — це відкритий стандарт надійних постачальників технологій (O-TTPS) (запобігання появі шкідливих і підроблених продуктів), який стосується безпеки ланцюга постачання та безпечної розробки.
- Саміт ЄС-США, що відбувся в Лісабоні в листопаді 2010 року, наголошуючи на необхідності їхнього міжнародного «партнерства для забезпечення більшого процвітання та безпеки» для громадян по обидва боки Атлантики[7], заклав основу для Трансатлантичної економічної ради, яка буде спиратися на, оголосивши на своєму засіданні в грудні 2010 року угоду «про поглиблення трансатлантичного співробітництва в політиці безпеки ланцюга поставок».[8]
- Загальні критерії разом з EAL 4 пропонують можливість включити необхідні оцінки, які гарантують безпеку ланцюга поставок для ІТ-продуктів

## Етимологія
Етимологія терміну «безпека ланцюга поставок» може бути розкрита шляхом розгляду складових цього терміну:
Безпека:
- Походить від латинського слова «securus», що означає «безпечний» або «безпечно».
- У загальному сенсі, безпека відноситься до заходів, які призначені для захисту від небезпеки, ризику або шкоди.

Ланцюг поставок:
- Термін «ланцюг поставок» походить від ідеї того, що процес поставки товарів включає послідовні кроки, що утворюють ланцюг.
- Він походить від англійської фрази «supply chain», де «supply» означає «постачання», а «chain» — «ланцюг».

## Кібербезпека
У рамках ширшої категорії безпеки ланцюгів поставок кібербезпека ланцюгів поставок стосується цифрових компонентів як традиційного ланцюга поставок, так і ланцюга поставок цифрових та електронних товарів.